# 35427 Chelseawang
35427 Chelseawang este o planetă minoră (asteroid), cu un diametru de 3,287 km, din centura de asteroizi. A fost descoperită pe 20 ianuarie 1998 la Experimental Test Site⁠(d) de Lincoln Near-Earth Asteroid Research. 
Obiectul prezintă o orbită caracterizată de o semiaxă mare de 2,4305224 UAi, o excentricitate de 0,16, o înclinație de 2,22135 ° în raport cu ecliptica.